# Robin Sharma
Robin Sharma é um escritor canadense, mais conhecido pela seu Best Seller "O Monge Que Vendeu Sua Ferrari.

## Carreira
Anteriormente um advogado de litígio, afastou-se da carreira jurídica aos 25 anos de idade, por insatisfação com a sua vida, e publicou independentemente MegaLiving, um guia para a gestão de stress que incorporou técnicas de espiritualidade tanto ocidentais como orientais. Inicialmente também publicou independentemente "O Monge Que Vendeu Sua Ferrari", que foi, mais tarde, escolhido para uma distribuição mais ampla pela HarperCollins, tendo-se tornado um best seller canadense e internacional.
Na sua experiência de mais de 20 anos, Sharma tem falado em organizações tais como Nike, Microsoft, PWC e HP. As suas apresentações são baseadas no seu livro, O Líder Sem Status, em que tenta passar a mensagem de que qualquer pessoa em qualquer papel pode ser um líder. As palestras de Sharma são organizadas através da Agência Harry Walker.
Já publicou 11 outros livros, e fundou a empresa de treino em liderança Sharma Leadership International. Em 2007, um inquérito independente a empresários nomeou Sharma como um dos mais influentes gurus de liderança no mundo.

## Publicações
- Megaliving!: 30 Dias para uma Vida Perfeita (1994, ISBN 978-8172246143)[3]
- O Monge Que Vendeu Sua Ferrari (1997) - no original The Monk Who Sold His Ferrari
- Sabedoria e liderança : as chaves do sucesso do monge que vendeu o seu ferrari  (1998) - no original Leadership Wisdom from the Monk Who Sold His Ferrari[10]
- Quem Chorará Quando Você Morrer: Lições de Vida de Monge Que Vendeu o Seu Ferrari (1999) - no original Who Will Cry When you Die? - Life Lessons from the Monk Who Sold His Ferrari[10]
- Sabedoria Familiar do Monge Que Vendeu o Seu Ferrari (2001)
- O Santo, o Surfista, e a executiva (2002) - no original The Saint, The Surfer and The CEO
- Descubra o seu destino: a sequela de O Monge que Vendeu Sua Ferrari (2004) - no original Discover Your Destiny with the Monk Who Sold His Ferrari
- Seja mestre na arte de viver (2006) - no original The Greatness Guide[11]
- Inspiração do Monge Que Vendeu sua Ferrari : 365= 365 pensamentos para a inspiração diária (2007) - no original Daily Inspiration from the Monk Who Sold His Ferrari
- O Livro da Sorte e do Sucesso (2008) - no original The Greatness Guide: book 2
- O Líder Sem Status (2010) - no original The Leader Who Had No Title[12]
- As Cartas Secretas do Monge Que Vendeu Sua Ferrari (2011) - no original The Secret Letters of the Monk Who Sold His Ferrari'[8]
- The Mastery Manual (2015)
- The Little Black Book for Stunning Success (2016)